# 전기가오리
전기가오리(영어: Japanese sleeper ray)는 전기가오리목에 속하는 한 종이다. 태평양 북서쪽에서 일본, 중국의 남쪽 남중국해까지 분포해있다. 40cm까지 자라고, 적갈색 또는 갈색의 원형 모양에 가까운 가슴지느러미를 더 옅거나 짙은 무늬와 함께 지니고 있다. 전기가오리의 작고 툭 튀어나온 눈은 부드러운 테를 가졌고, 눈 뒤에는 눈보다 더 큰 분수공이 있다. 전기가오리의 짧고 단단한 꼬리는 둥근 배지느러미 위에 위치한 등지느러미를 지탱하는 큰 꼬리지느러미로 되어있다.
전기 가오리는 매우 희귀하다. 지구온난화로 인해 개체수가. 약7800마리이다.
얕고, 모래가 많은 산호 근처에 거주하며, 전기가오리는 무척추동물을 먹는 저서성 어류이다. 같은 과의 종들처럼 방어의 용도로 강한 전기 충격을 만들 수 있다. 새끼는 보통 5마리 정도 낳는다. 회임된 새끼들은 처음에는 난황으로, 후에는 조직영양소를 먹으며 산다. 국제 자연 보전 연맹은 전기가오리를 트롤링하는 행위에 민감하기 때문에 취약종으로 분류하였다.

## 특징
몸은 둥글고 주둥이는 짧으며 눈이 작다. 몸에는 비늘이 없으며, 등지느러미는 하나인데 꼬리지느러미와 함께 잘 발달되어 있다. 몸빛은 암적갈색으로 검은색 무늬가 군데군데 있다. 가슴지느러미 부분의 피부 밑에 있는 기관에서 전기를 내기 때문에 전기가오리라는 이름이 붙었다. 등이 음전기, 배가 양전기로 전기를 사용해 작은 물고기에 충격을 주고, 자신을 보호한다. 태생을 하며 따뜻한 바다 밑바닥에서 산다.

## 분포
한국·일본·중국·필리핀 등지에서 서식
한다.